# Сколько у тебя?
«Сколько у тебя?» (англ. What's Your Number?) — американская кинокомедия 2011 года с Анной Фэрис и Крисом Эвансом в главных ролях. Фильм основан на книге Карин Боснак "20 Times a Lady". Мировая премьера состоялась 29 сентября 2011 года.

## Сюжет
Жизнь Элли Дарлинг (Анна Фэрис) явно не задалась. Она рассталась с очередным парнем, лишилась работы, её ничто не увлекает, кроме бесполезного хобби — она мастерит оригинальных кукол и собирает из них миниатюрные сценки из городской жизни. Вместе с увольнением жизнь наносит ещё один удар: Элли читает в женском журнале, что женщины, у которых уже было 20 любовников, никогда не найдут свою настоящую любовь. Лихорадочный подсчёт показывает, что у Элли остался последний шанс — с 19 парнями она уже переспала и рассталась. Она твёрдо решает изменить свою жизнь и воздерживаться от секса, пока не встретит свою судьбу, но вечеринка по поводу обручения сестры разбивает планы вдребезги: Элли напивается и утром просыпается в постели с бывшим шефом. Казалось бы, всё потеряно. Но Элли берёт себя в руки. Может быть, она уже встречала свою судьбу, но не узнала её? Поддерживаемая эксцентричным соседом Колином, Элли разыскивает своих «бывших» и наносит им визиты. Вот только в процессе поисков Элли и Колин становятся всё ближе друг к другу…

## В ролях
| Актёр               | Роль                 |
| ------------------- | -------------------- |
| Анна Фэрис          | Элли Дарлинг         |
| Крис Эванс          | Колин Ши             |
| Эри Грейнор         | Дейзи Дарлинг        |
| Блайт Даннер        | Ава Дарлинг          |
| Эд Бегли-младший    | мистер Дарлинг       |
| Оливер Джексон-Коэн | Эдди Фогель          |
| Хизер Бёрнс         | Эйлин                |
| Элиза Куп           | Шейла                |
| Тика Самптер        | Джейми               |
| Джоэл Макхейл       | Роджер               |
| Крис Прэтт          | Дональд              |
| Закари Куинто       | Рик                  |
| Майк Фогель         | Дэйв Хэнсен          |
| Мартин Фримен       | Саймон               |
| Энди Сэмберг        | Джерри Перри         |
| Томас Леннон        | доктор Баррет Инголд |
| Энтони Маки         | Том Пайпер           |
| Ивана Миличевич     | Джасинда             |
| Азиз Ансари         | Джей                 |
| Дейв Эннабл         | Джейк Адамс          |